# Último año
Último año es una serie de televisión mexicana producida por MTV Latinoamérica, Grupo Imagen y Argos para MTV Networks Latinoamérica y Cadena Tres, apoyado por la cadena Population Media Center y por las marcas BlackBerry, Maltin y Telcel. Siendo la tercera drama MTV. Escrita por Josefina Fernández, y la autora Claudia Bono (Niñas Mal y Popland!), Francisca Bernardi y Hugo Morales.
La telenovela muestra a un grupo de chicos viviendo su último año de la preparatoria. Buscaran el amor metiéndose en situaciones complicadas. Está protagonizada por Kendra Santacruz , Martín Barba , Mauricio Henao y antagonizada por Michel Duval , Polo Morín , Gimena Gómez y Iliana Fuengo. La teleserie también explora varios temas como el alcoholismo, las drogas, las enfermedades de transmisión sexual como la clamidia, la bisexualidad, la homosexualidad, los embarazos no deseados, la virginidad, la discriminación, el bullying, el acoso cibernético, la delincuencia y la anticoncepción.
La primera temporada se estrenó el 3 de septiembre de 2012 por MTV Latinoamérica, a las 19:00 horas, y finalizó el 18 de diciembre del 2012 al mismo horario. Todas las escenas se grabaron en la Ciudad de México durante la primera temporada completa. Y se abrirán audiciones para la segunda temporada en la misma. Al igual que Niñas Mal y Popland!, la serie también se puede ver a través de Tr3́s en Estados Unidos.
El tema musical principal Es un Drama corre a cargo de la exitosa cantante Dulce María. El videoclip se grabó en la Ciudad de México. Esta canción forma parte del álbum Extranjera siendo uno de los soundtracks de dicho álbum. En algunas promociones también puede oírse las canciones, Sexy de Joan City, Celebrar de LeBaron y Videocámara de Prostitas.

## Sinopsis
Martín es el chico ideal: guapo, encantador. El logra incorporarse a una escuela de élite, San Martino, como parte de un programa de "intercambio estudiantil", cambiando su identidad de Tomás Ruíz a Martín Santoro, tomando el nombre de un estudiante fallecido quien originalmente era parte del intercambio. Se llega a quedar en la casa de Benjamín, el más popular de San Martino, ya que su papá se lo permite; pero lo que no saben es que Martín esconde un oscuro secreto. Se gana la confianza de todos en la casa, llega a convertirse en el mejor amigo de Benjamín. Martín y Benjamín conocen a Celeste y se enamoran de ella, desde ese momento Benjamín empieza a desconfiar un poco de Martín. Poco a poco, la verdadera intención de Martín comienza a salir a la superficie, pero solo Benjamín y Fernanda están al tanto de ello, así que dependerá de ellos desenmascarar a Tomás para asegurar que sus amigos y familia permanezcan a salvo.

## Episodios
| N.º episodios | Emisión original        | Emisión original        |
| N.º episodios | Primera emisión         | Última emisión          |
| ------------- | ----------------------- | ----------------------- |
| 70            | 3 de septiembre de 2012 | 18 de diciembre de 2012 |

## Personajes

### Personajes principales
- Martín Santoro/Tomás Ruiz (Mauricio Henao): Es el chico nuevo y distinto que llega para cambiarlo todo. Se vuelve amigo de Benjamín y logra ser confidente de Celeste, su plan no es enamorarla pero con el tiempo se va enamorando de ella. Él también tiene sus secretos y planes de conquista. En realidad se llama Tomás Ruiz, y tuvo una vida difícil ya que su padre lo obligó a ser un delincuente. Al final Camila lo delata con las autoridades y va a prisión.
- Celeste Roy (Kendra Santacruz): Es la chica ideal; es estudiosa, bella, respetuosa, responsable, reservada, sencilla, linda, simpática y de bajo perfil. Es el ejemplo de la escuela. De alguna u otra forma, sin darse de cuenta, logra cautivar y enamorar a Benjamín, el chico más popular de la escuela. Estudia y a la vez trabaja en el Colegio San Martino. También trabaja en el Ganesha, la cafetería de su tía. Detesta a Benjamín por ser un chico engreído, rico y popular, piensa que él solo se interesa en sí mismo, pero poco a poco se siente atraída tanto por Benjamín como por Martín. Aun así, descubre que su único amor es Benjamín, y al ir sucediendo esto, empieza a descubrir un poder sobrenatural que posee que es tener premoniciones sobre el futuro de Benjamín y todo su entorno. Al final se va a la universidad con Benjamin.
- Benjamín Casanegra Green (Martín Barba): Es el rey de la escuela y las fiestas: popular, atractivo, deportista y algo rebelde, es el centro de atención. Tiene una vida acomodada, casi perfecta. Se hace amigo de Martín y es novio de Fernanda, pero su gran amor es Celeste. Con la llegada de Martín, su vida ya no es como antes. Por primera vez luchará por ser aceptado y tratará de desenmascarar a Martín, aunque todo el mundo esté en su contra. Su vida es sólo apariencia hasta que Celeste y Martín llegan a su vida y le dejarán un valiosa lección. Al final se va a la universidad con Celeste.
- Fernanda Cervantes(Iliana Fuengó): Es la reina de la escuela y la fantasía de todos los chicos: hermosa, seductora, millonaria, caprichosa y malcriada, como buena hija de padres millonarios. Es la novia oficial (en apariencia) de Benjamín y es muy posesiva con él. Siempre está rodeada de puros hombres, pues no le gusta tener amigas. Cuando ella y Benjamín terminan, decide hacerle la vida imposible a Celeste, acusándola de arruinarle la suya, a la vez, haciendo todo lo posible por recuperar el amor de Benjamín. Tiene una relación de tipo sexual con Miguel Ángel. Al final repite el año.
- Miguel Ángel Valdés Meza (Michel Duval): Es el mejor amigo de Benjamín. Es prepotente, celoso, mujeriego y amante de los excesos. Esta atraído sexualmente hacia Fernanda. Se da cuenta, (después de que se acuesta con Dolores) de que tiene clamidia, entonces Dolores lo ayuda a recuperarse, pero decepcionada de él. Luego, Dolores cae en brazos de Leónidas, pero su relación dura muy poco, ya que Miguel Ángel empieza a tener sentimientos hacia Dolores. No obstante, Dolores termina con él, motivada porque intentó abusar sexualmente de Julieta. Más tarde embaraza a una joven llamada Vanessa, y se ve obligado a casarse con ella, por coacción de los hermanos y los padres de ella. Sin embargo, Vanessa se niega a casarse. Al séptimo mes de embarazo, Vanessa da a luz a una pequeña, a quien deciden llamar Elisa.
- Nicolás "Nico" Montes (Polo Morín): Sencillo, leal, místico y buen amigo. Es DJ y mejor amigo de Benjamín, Fernanda y Miguel Ángel. Aparenta que su vida es perfecta pero realmente por dentro está muy triste ya que atraviesa una crisis de violencia intrafamiliar, Julieta lo ayuda con su situación, y se vuelven novios hasta la fiesta de fin de semestre en donde se entera de que Julieta estaba ebria y besó a Benjamin sin querer. Luego de enterarse de que Julieta fue agredida, decide ayudarla a buscar al culpable, y empieza a sospechar que Julieta sí sabe quién fue su agresor, pero no le quiere decir. En un intento de venganza, Julieta empieza a insultar a Miguel Ángel en la calle obligándolo a confesar la verdad. Luego, Nico tiene un accidente automovilístico, pues vio a Julieta discutiendo en la calle con Miguel Ángel, así que intenta evadirlos, pero choca contra un árbol, quedando inconsciente varios días, hasta que se recupera en el hospital. Al final mantiene una relación estable con Julieta.
- Julieta Roldán Carballido (Paola Galina): Frontal, ruda y rebelde por naturaleza. Esta en la búsqueda permanente de romper los esquemas. Es muy rebelde y siempre hace lo que quiere. Todo el colegio la conoce como Julieta Thompson; una chica desenfrenada, inadaptada y la más pobre del colegio, pero lo que nadie sabe es que su apellido es falso. Su verdadero apellido es: "Roldán Carballido" Siendo así hija de uno de los hombres más millonarios de todo México. Aparenta ser muy pobre en el colegio, pero esconde lo que verdaderamente es, ya que quiere que la gente la vea por lo que es y no por lo que posee. Es hija de un multimillonario y cuando se descubre queda devastada porque su vida privada, que es lo más importante para ella, ahora es pública. Está enamorada de Nico pero desde la llegada de Félix tiene cierta atracción hacia él. Al final se convierte en una diseñadora de modas y queda en una relación con Nico.
- Leónidas "Leo" Toledo (Norman Delgadillo): Tímido, excelente alumno, nerd por excelencia.Es el blanco de las bromas, nunca esta seguro de sí mismo y todos sus compañeros se burlan de él. Sueña con ser escritor. Trabaja en una cafetería, escribe guiones y está enamorado de Dolores, aunque ella lo ve como su mejor amigo. Dolores es su musa inspiradora. Fueron novios por poco tiempo ya que Miguel Ángel se veía a escondidas con Dolores. Leónidas intenta poner celosa a Dolores con Camila, con quien siempre ha sentido cierta atracción. Después de que Dolores estaba decepcionada de Miguel Ángel, le confiesa a Leónidas que aún estaba enamorada de él, pero él la rechaza porque lo había lastimado. Leónidas siente una atracción extraña hacia un joven universitario que trabaja en el Ganesha llamado Félix. Sin embargo, Dolores también se enamora de él. No obstante, afirmó en uno de los episodios que su orientación sexual quedará en "indefinido". Al final comienza una relación con Frida.
- Dolores "Lola" García (Gimena Gómez): Intensa, soñadora, apasionada y divertida. Adora el cine y el teatro y su sueño es ser actriz. Está enamorada del hombre menos indicado, de Miguel Ángel. Dolores se acuesta con él y luego de varios días se cree que está embarazada pero en realidad tiene clamidia. Decepcionada de él, va directa hacia los brazos de Leónidas, pero su romance dura muy poco, ya que se ve a escondidas con Miguel Ángel, aun cuando Leo y ella ya eran novios. Sin embargo, Dolores no lo hace intencionalmente, ya que todavía estaba enamorada de Leónidas, pero también de Miguel Ángel. Luego de enterarse de que Miguel Ángel jugó con ella para testificar que el abuso sexual de Julieta era mentira (pero era verdad), termina su relación con él. Le confiesa todo lo que pasó a Leónidas y le dice que nunca dejó de amarlo, pero Leónidas ya no estaba interesado. Al final cumple su sueño de ser actriz en el teatro.
- Camila Casanegra Green (Julia Urbini): Es hermana de Benjamín. Culta, tímida y de pocos amigos. Cuando Martín llega a la casa pierde la cabeza por él; se transforma así en su obsesión y su amor platónico. Siente una atracción hacia Leónidas, pero lo suyo son solo besos. Ella siempre trata de defender a Martín de Benjamín. Odia a Celeste porque Fernanda la convence de que es una aprovechada con Benjamín, pero la va aceptando cuando se da cuenta de que su hermano en realidad la ama. La relación con su madre es muy fría y casi nula, pues está resentida con su abandono. Al final se reconcilia con su madre y se va a París.
- Hernán Casanegra (Martín Navarrete): Es el padre de Benjamín y Camila y exesposo de Emilia. Es un padre abnegado y cariñoso que se preocupa por sus hijos y trabaja duro para darles lo mejor. Comienza a sospechar de Martín, y una vez que descubre la verdad acerca de él, lo enfrenta en una cafetería, por lo que Martín huye y Hernán va tras él. En la persecución, un auto atropella a Hernán y muere en el intento de desenmascarar a Martín.
- Amanda Roy (María José Suárez): Es la tía de Celeste. Es buena consejera y es dueña del Ganesha. Todos los amigos de Celeste la quieren mucho, le piden consejos y la ayudan en el Ganesha cuando los necesita.
- Profesor P. (Juan De Dios Ortiz): Es el confidente de los estudiantes, y siempre los apoya cuando necesitan su ayuda. Es estricto con ellos y se preocupa por su formación personal y profesional.
- Julio Ruiz (Eduardo Victoria): Es el padre de Martín/Tomás y es un delincuente. Martín lo odia porque lo obligó a cometer crímenes desde pequeño. Es malvado, sarcástico y quiere arruinar a los Casanegra, en lo cual su hijo Martín lo ayuda bajo la amenaza de que, si no lo hace, asesinaría a Celeste. Muere quemado en el capítulo final. Vale la pena señalar de que Julio no es extremadamente malvado, ya que antes de su muerte, sintió arrepentimientos ante Martín, y este mismo también.
- Félix (Jordi Alcaraz): Es un estudiante universitario que llega a trabajar en el Ganesha. Se vuelve el centro de atracción de varias de las chicas, incluyendo a Dolores, Fernanda y Julieta, e incluso a Leónidas. Es un actor profesional y participa junto a Dolores en varias de las obras escritas por Leónidas. Termina siendo un traidor, pues es quien vende la información de Julieta a los paparazzi. Leónidas y Dolores le montan una trampa y lo descubren, por lo que es despedido del Ganesha.
- Vanessa (Palmeira Cruz): Una dulce joven de origen pobre que mantiene relaciones sexuales con Miguel Ángel, pero éste al no usar preservativo, queda embarazada. Sus hermanos y sus padres la obligan a casarse con Miguel Ángel, pero al final ella no acepta. Tiene una breve relación con Nico, por lo que Julieta siente celos. Luego de siete meses, da a luz a una niña llamada Elisa.
- Emilia Green (Patricia Rozitchner): Es la madre de Benjamín y Camila y la exesposa de Hernán Casanegra. Al divorciarse de Hernán, se muda a Francia con su nuevo esposo, por lo que Benjamín y Camila sienten algo de resentimiento hacia ella, pues sienten que los abandonó. Sin embargo la aman, igual que ella a ellos. Regresa temporalmente a México con sus hijos luego de la muerte de su exesposo para apoyarlos. Al final se muda a París con Camila
- Frida (Tatiana Martínez): Es una escritora y directora aspirante a un cupo en la Escuela de Artes, al igual que Leónidas y Dolores. Aparece durante los últimos episodios como la chica que atrae a Leónidas, y con quien comienza una relación.

### Actuaciones especiales
- Miguel Garza - Terapeuta de Miguel Ángel
- Fanny Lu - Cameo
- Lisette Morelos - Cameo
- Mariana Balsa - Extra

## Música
La cantante, actriz y compositora Dulce María produjo su nuevo vídeo musical llamado Es un Drama, con el equipo de producción de la serie. La grabación se realizó en el mismo lugar que aparecerá en uno de los episodios, una mansión. En el vídeo aparecen los protagonistas de la serie, Benjamín, Martín, Celeste, Fernanda; y por supuesto, Dulce María. La canción fue escrita por la cantante mexicana Paty Cantú.
Estos son algunos artistas latinoamericanos e internacionales que han prestado su música para esta telenovela:
- Dulce María  con Es un Drama tema principal de la novela.
- Adammo
- Ale Mendoza
- Andy Pickerin
- Camilo Vega
- Cine marte
- Esvel
- Glaciares (Banda)
- Gus and the mos
- Icaro Del Sol
- Intrépidos Navegantes
- Jiangsu
- Joan City
- Johanna Carreño
- Juan Habitual
- Kali Mutsa
- La gusana ciega
- La reina morsa
- Las Amigas De Nadie
- Las vicky bill
- Le Baron
- Levitico
- Libido
- Lilo
- Los mil jinetes
- Los pels
- Lymon
- Manta Raya
- Mike Navarro
- Musso
- Nicolás Santos
- Nicolás Tovar
- Ninah mars
- Pasaporte (banda)
- Paty Cantu
- Paul Mclinden
- Pescao Vivo
- Piso 21
- Post human
- Protistas(Banda)
- QBO
- Salida fácil
- Sexy Lucy
- Steronoiz
- The plastics Revolution
- Tigermilk
- Ventilader
- Yokozuna
- Zania
- Zental

## Recepción

### Índice de audiencia
- IMDb  [cita requerida]

### Crítica
IMDb califica a la primera temporada de Último año con una puntuación total de 8,1 estrellas de 10, siendo así una muy excelente puntuación para la telenovela.[cita requerida]

## Premios y reconocimientos

### Premios MTV novelas2012
| Categoría                           | Nominación                | Resultado |
| ----------------------------------- | ------------------------- | --------- |
| Mejor producción de MTV             | Último año                | Ganador   |
| Mejor protagonista                  | Martín Barba              | Ganador   |
| Mejor tema musical                  | Es un drama - Dulce María | Ganador   |
| Mejor final                         | Último año                | Ganador   |
| Mejor antagonista favorito          | Mauricio Henao            | Ganador   |
| Actriz de reparto favorita          | Gimena Goméz              | Ganadora  |
| Mejor lanzamiento juvenil masculino | Martín Barba              | Ganador   |
| Mejor lanzamiento juvenil femenino  | Kendra Santacruz          | Ganador   |
| Mejor telenovela juvenil            | Último año                | Ganador   |

### Premios Juventud 2013[5]
| Categoría         | Canción nominada          | Resultado |
| ----------------- | ------------------------- | --------- |
| La Más Pegajosa   | Es Un Drama - Dulce María | Nominada  |
| Mi Video Favorito | Es Un Drama - Dulce María | Nominada  |
| Mi Ringtone       | Es Un Drama - Dulce María | Nominada  |